# مربی جنسیت کودک

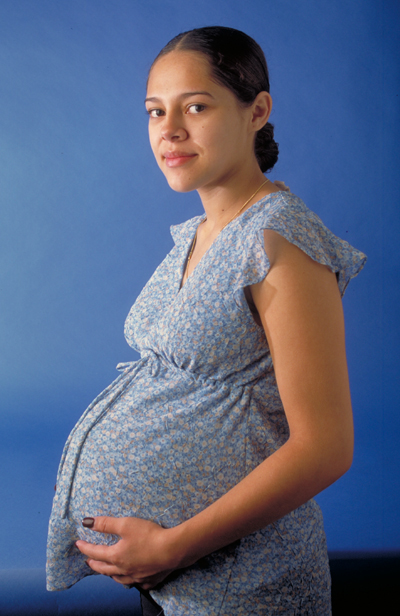
یک زن باردار در یک کلینیکی در ویرجینیا،ایالات متحده آمریکا

مربی جنسیت کودک (انگلیسی: Baby Gender Mentor) نام تجاری یک آزمایش خون بحث‌برانگیز است که برای تشخیص جنسیت قبل از تولد طراحی شده‌است. این آزمایش توسط Acu-Gen Biolab, Inc.، یک شرکت زیست‌فناوری در لوول، ماساچوست، ایالات متحده آمریکا ساخته شد. این آزمایش اولین بار در ۱۷ ژوئن ۲۰۰۵ در برنامه امروز (برنامه کانال ان‌بی‌سی) و در نیوزویک در اکتبر ۲۰۰۵ به نمایش درآمد. حدود ۴۵۰۰ نفر تا مارس ۲۰۰۶ این آزمون را خریداری کرده بودند.
این آزمایش ادعا کرد که جایگزینی برای آمنیوسنتز و اولتراسوند ارائه می‌دهد. مربی جنسیت ادعا کرد که زنان انگیزه‌های زیادی برای استفاده از این آزمایش برای یادگیری جنسیت جنین خود در اوایل بارداری داشتند، از جمله آمادگی ذهنی و برنامه‌ریزی برای خریدهای جنسیتی خاص، یا به دلیل بحث‌برانگیزترِ سقط جنین انتخابی بر اساس جنسیت نوزاد.
مشتریان و دانشمندان صحت آزمایش را زیر سؤال برده‌اند. اقدامات قانونی علیه Acu-Gen و تأمین کننده آنها انجام شد. در این شکایت‌ها ادعا شد که محصولات Acu-Gen جنسیت نوزاد را به درستی پیش‌بینی نمی‌کنند. در دفاع از خود، Acu-Gen اظهار داشت که پیش‌بینی سونوگرافی جنسیت جنین همیشه دقیق نیست، و به یکی از خانواده‌ها گفت که نوزادشان ناهنجاری‌های جنسیتی دارد.
به زنان دستور داده شد که انگشت خود را سوراخ کنند تا مقدار کمی خون بکشند، که روی کارتی قرار داده شده تا به Acu-Gen ارسال شود تا با قیمت ۲۵۰ دلار آمریکا آنالیز شود. این کیت نیازی به تنظیم ندارد زیرا بیماری را تشخیص نمی‌دهد و پیشگیری یا درمان نمی‌کند. شرکت موظف به افشای نتایج آزمایشات نبود.
Acu-Gen مطالعات مربوط به شناسایی سلول‌های خون جنینی را که در گردش خون مادر وجود دارد، فهرست کرد، اما مطالعات به‌طور خاص به تست مربی جنسیت کودک اشاره نکردند. این شرکت ادعا کرد که کیت آنها می‌تواند دوقلوها را تشخیص دهد.

## توجه اولیه رسانه‌ها
این آزمایش در یک قسمت از امروز (برنامه کانال ان‌بی‌سی) در ژوئن ۲۰۰۵ نمایش داده شد. and it was featured in Newsweek in October 2005. در آن برنامه، کیتی کوریک با زنی به نام هالی آزبرن که مادر دو دختر بود و منتظر فرزند سومش بود، مصاحبه کرد. آزبورن گفت که می‌خواست جنسیت را بداند زیرا می‌خواست اتاق کودک را آبی رنگ کند. شری بونلی، مدیر عامل PregnancyStore.com نیز مصاحبه ای انجام داد و گفت که این آزمایش تنها دو هفته است که در دسترس بوده و افراد زیادی در مدت کوتاهی در مورد آن پرس و جو کرده‌اند. او همچنین گفت که Acu-Gen 2000 بارداری را تا زمان تولد دنبال کرده‌است و نتایج آزمایشگاهی که توسط مربی جنسیت کودک ارائه شده‌است هرگز اشتباه نبوده‌است. تست مربی جنسیت از فناوری qPCR برای تعیین جنسیت نوزاد استفاده کرد. سال‌ها بود که شرکت‌ها سعی می‌کردند از qPCR برای تعیین جنسیت نوزاد در اوایل بارداری استفاده کنند، و محصول مربی جنسیت اولین محصولی بود که با استفاده از این فناوری به بازار عرضه شد (که بدیهی است که سایر رقبا را که سال‌ها تلاش کرده‌اند را ناامید کند. دقیقاً همان چیزی است) مربی جنسیت ادعا کرد که در ۲۰۰۰۰ بارداری استفاده شده‌است. در برنامه، نتایج آزمایش آزبورن نشان داد که قرار است دختر دیگری داشته باشد. اولین نگرانی او این بود که آیا میزان دقت اعلام شده به دست آمده در ۲۰۰۰ مورد آزمایش در استفاده در دنیای واقعی تحقق می‌یابد یا خیر. نگرانی دوم او این بود که آیا زوج‌هایی که این آزمایش را خریداری می‌کنند ممکن است از نتایج برای ایجاد تعادل در خانواده استفاده کنند، که به معنای تصمیم به استفاده از سقط جنین انتخابی برای به دست آوردن نوزادی از جنس دلخواه است. دکتر واپنر (رئیس بخش نوزادان بیمارستان نیویورک-پرسبیترین) گفت که یکی از جنبه‌های مثبت تست مربی جنسیت کودک، ماهیت غیر تهاجمی این آزمایش است، به این معنی که خطر آسیب به جنین وجود ندارد.
این آزمون به عنوان یکی از ۱۰ نوآوری برتر سال ۲۰۰۵ توسط شرکت تحقیقاتی دیتامانیتور فهرست شد. دیتامانیتور در گزارش خود با عنوان «ساخت تله موش بهتر»، انتخاب‌های خود را برای «بهترین غذاها، نوشیدنی‌ها، بهداشت، محصولات خانگی و حیوانات خانگی در سال ۲۰۰۵» مشخص می‌کند. آنها این آزمون را به عنوان نوآوری شماره ۸ سال ذکر کردند.

## صحت آزمون مورد
حداقل ۴۰ زن حاضر شدند تا بگویند آزمایش‌های مربی جنسیت نوزادشان جنسیت اشتباه را پیش‌بینی کرده‌است. در مقایسه با ۲۰۰۰۰ زن که از تست مربی جنسیت کودک با موفقیت استفاده کردند، این بیش از ۴۰ تست «نادرست» تنها ۰٫۲٪ از تست‌های انجام شده را تشکیل می‌دهند. طبق گزارش رادیو عمومی ملی (NPR)، این شرکت نتایج نادرست خاصی را به عنوان نتیجه ناپدید شدن دوقلو، جنینی که به زودی پس از لقاح متوقف شد، توضیح داده‌است. Acu-Gen ادعا کرد که کیت آنها می‌تواند مجموعه ای از دوقلوها را پیش‌بینی کند، بنابراین آزمایش باید به جای پیش‌بینی نوزاد که جنسیتش نادرست است، دوقلوها را پیش‌بینی می‌کرد.
یکی دیگر از دلایل احتمالی برای زنانی که ادعاهای نادرستی مطرح می‌کنند، ضمانت بازگشت دو برابری پول است - که باعث می‌شود محصول برای تقلب با افرادی که فقط تلاش می‌کنند پول بیشتری نسبت به آنچه برای آزمایش پرداخت کرده‌اند، آماده کنند. همچنین ممکن است برای دریافت این ضمانت بازگشت وجه، «مادر» نمونه خون مادر باردار دیگری را با جنسیت متفاوت با هدف دریافت ضمانت بازگشت وجه تحویل دهد.
با توجه به اینکه Acu-Gen تصمیم به انتشار مدارک ادعاهای خود و شواهدی مبنی بر دریافت پیش‌بینی‌های نادرست چند زن دارد، پزشکان نگران این آزمایش هستند. در میان شواهد علمی که توسط وب سایت Acu-Gen ذکر شده‌است، مقاله ای است که توسط دایانا بیانچی، متخصص DNA جنین در دانشگاه تافتس نوشته شده‌است. داستان NPR به نقل از بیانچی گفت: «من فکر می‌کنم در حال حاضر ما باید نگران دقیق بودن یا نبودن تست باشیم» و «من فکر می‌کنم این یک هشدار است. بگذارید خریدار مراقب باشد.» انتقاد دیگری از ساندرا کارسون، استاد جراحی زنان و زایمان و درگیر در تحقیق در انتخاب جنسیت نیز وارد شده‌است. کارسون می‌گوید، «تا زمانی که Acu-Gen داده‌های خود را منتشر نکند، هیچ راهی برای دانستن قابلیت اطمینان تست وجود ندارد. فکر می‌کنم تا زمانی که این تست منتشر نشده باشد، نباید در بازار باشد.» کارسون در آن زمان در کالج پزشکی بیلور بود. دکتر چارلز لاک‌وود، رئیس بخش زنان و زایمان در مدرسه پزشکی ییل، گفت که امکان یافتن DNA جنین در خون مادر به محض رشد جفت وجود دارد و تشخیص آن پس از پنج هفته «غیرممکن» نیست.
چالش‌ها و تحقیقات قانونی متعددی در حال انجام است. گیل اوکانر، دادستان کل ایالت ایلینوی، می‌گوید که آنها در حال تحقیق در مورد PregnancyStore.com برای کلاهبرداری احتمالی هستند. هیچ اتهامی برای کلاهبرداری علیه PregnancyStore.com صورت نگرفت. جیم دیویس، مجلس نمایندگان ایالات متحده آمریکا از فلوریدا، از سازمان غذا و داروی آمریکا خواسته‌است که دربارهٔ Acu-Gen تحقیق کند، و دادستان کل فلوریدا تحقیقاتی را علیه Acu-Gen آغاز کرده‌است. یک شرکت حقوقی به نام گاینی و مک‌کنا یک شکایت دسته جمعی تنظیم کرده‌است و حداقل یک شرکت دیگر از افراد دعوت می‌کند تا در صورت نارضایتی از نتایج آزمایش خود، در مورد حقوق طبیعی و قانونی خود با آنها تماس بگیرند. شکایت گاینی و مک‌کنا به دنبال این است که شرکت را از تبلیغات نادرست در بازاریابی آزمایش خود منع کند و شرکت را وادار به رعایت ضمانت بازگشت پول خود کند. این مؤسسه حقوقی به هفت زمینه اختلاف اشاره می‌کند، از جمله صحت ادعاهای صحت و نقض قوانین HIPAA و سایر قوانین.